# كأس الخليج العربي 23
كأس الخليج العربي 2017–18 هي النسخة الثالثة والعشرون من منافسة كرة قدم الإثناسنوية للأعضاء الثمانية في اتحاد كأس الخليج العربي لكرة القدم. عقدت في الكويت في الفترة من 22 ديسمبر 2017 إلى 5 يناير 2018. كان من المفترض أن تستضيف العراق هذه البطولة إذا رفع الاتحاد الدولي لكرة القدم حظر لعب كرة القدم في البلاد. اعتبرت هذه البطولة هي الأقل في متوسط عدد الأهداف للمباراة من بين بطولات كأس الخليج العربي.

## الاستضافة
كان من المقرر أن تستضيف الكويت نسخة 2016 بعد أن انسحب العراق من استضافتها، ولكن بسبب تعليقها من قبل الفيفا تم نقلها إلى قطر في مايو 2016. كان من المقرر أصلا عقدها في البصرة، العراق، بقرار رسمي يصدر في فبراير 2015. وفي 2 فبراير 2015، أعلنت وزارة الشباب والرياضة العراقية أن العراق لن يستضيف المسابقة بسبب أزمة مالية في العراق، ولكنه يأمل أن يستضيفها في عام 2018. وكانت ستكون هذه هي المرة الثانية التي استضاف فيها العراق هذه المسابقة بعد 1979 التي عقدت في العاصمة بغداد. وكان العراق من المقرر أن ينظم النسختين السابقتين في عامي 2013 و 2014 ولكن تم استبداله بعد مخاوف بشأن الاستعدادات والأمن. وبدلا من ذلك، كانت هذه هي المرة الرابعة التي تستضيف فيها الكويت، بعد نسخ أعوام 1974 و 1990 و 2003. في 3 يوليو 2015، أعلن تأجيل منح حقوق الاستضافة إلى الكويت بعد استعراض التقارير الفنية، وأنه سيصدر إعلان آخر في وقت لاحق من ذلك الشهر. كما تغيرت تواريخ المنافسة بصورة طفيفة حتى 22 ديسمبر 2015 إلى 4 يناير 2016. ومرة أخرى، في 3 أغسطس 2015، أجلت مواعيد البطولة إلى ديسمبر 2016 أو يناير 2017 بسبب مشاكل البنية التحتية في الكويت. وستظل الكويت هي المضيف. وقد تغير ذلك مرة أخرى في أواخر أغسطس عندما أعلنت الكويت أنها ستستضيف على النحو الذي تم الاتفاق عليه مبدئيا في ديسمبر 2015، بعد أن قامت معظم الرابطات المحلية في المنطقة بإعادة ترتيب تقويماتها جراء التأجيل السابق. في 19 أكتوبر 2015، انسحبت الكويت من الاستضافة عقب تعليق الاتحاد الكويتي لكرة القدم من قبل الفيفا. كان من المقرر أن تجدد مرة أخرى بوصفها مضيفة في 27 أبريل 2016، إذا رفع الفيفا تعليقه بحلول مايو 2016، وإلا فإن هذه المسابقة ستستضيفها قطر في ديسمبر 2017. ولم يُرفَع هذا التعليق في المؤتمر السادس والستين للفيفا، وبالتالي، ستنتقل المسابقة إلى قطر لتلعب في ديسمبر 2017 من تاريخ الإعلان السابق في 27 أبريل. وأثيرت مخاوف فيما بعد بشأن استضافة قطر للحدث بسبب أزمة قطر الدبلوماسية 2017، على الرغم من أنه لم يصدر إعلان رسمي بحلول 11 سبتمبر. في نوفمبر 2017، انسحبت السعودية والإمارات العربية المتحدة والبحرين من كأس الخليج. في 6 ديسمبر 2017، وبعد اعتماد الكويت لقانون جديد للرياضة، رفع تعليق الفيفا. في 7 ديسمبر، أعلن أن الكويت ستستضيف المسابقة نظرا لانسحاب الدول الثلاث كلها بسبب الأزمة الدبلوماسية، ولذا نقلت إلى الكويت مجددا لإرضاء كل الأطراف المشاركة.

## الفرق
شاركت في البطولة 8 فرق هي:
| الفريق                   | الظهور في النهائيات | أفضل أداء سابق                                                        | تصنيف الفيفا | تصنيف الفيفا |
| الفريق                   | الظهور في النهائيات | أفضل أداء سابق                                                        | ديسمبر 2017  |              |
| ------------------------ | ------------------- | --------------------------------------------------------------------- | ------------ | ------------ |
| قطر                      | الثالث والعشرون     | الفائز (1992، 2004، 2014)                                             | 102          |              |
| السعودية                 | الثاني والعشرون     | الفائز (1994، 2002، 2003)                                             | 63           |              |
| البحرين                  | الثالث والعشرون     | الوصيف (1970، 1982، 1992، 2003)                                       | 115          |              |
| عمان                     | الحادي والعشرون     | الفائز (2009)                                                         | 101          |              |
| العراق                   | الرابع عشر          | الفائز (1979، 1984، 1988)                                             | 79           |              |
| الإمارات العربية المتحدة | الثاني والعشرون     | الفائز (2007، 2013)                                                   | 73           |              |
| اليمن                    | الثامن              | مرحلة المجموعات (2003، 2004، 2007، 2009، 2010، 2013)، 2014)           | 121          |              |
| الكويت                   | الثالث والعشرون     | الفائز (1970، 1972، 1974*، 1976، 1982، 1986، 1990*، 1996، 1998، 2010) | 189          |              |

## مرحلة المجموعات
جميع الأوقات حسب التوقيت المحلي (ت ع م+03:00).

### المجموعة أ
| م | الفريق                   | لعب | ف | ت | خ | أ.له | أ.ع | أ.ف | نقاط | التأهل                        |
| - | ------------------------ | --- | - | - | - | ---- | --- | --- | ---- | ----------------------------- |
| 1 | عمان                     | 3   | 2 | 0 | 1 | 3    | 1   | +2  | 6    | التقدم إلى مرحلة خروج المغلوب |
| 2 | الإمارات العربية المتحدة | 3   | 1 | 2 | 0 | 1    | 0   | +1  | 5    | التقدم إلى مرحلة خروج المغلوب |
| 3 | السعودية                 | 3   | 1 | 1 | 1 | 2    | 3   | −1  | 4    |                               |
| 4 | الكويت (H)               | 3   | 0 | 1 | 2 | 1    | 3   | −2  | 1    |                               |

| الكويت        | 1–2   | السعودية                 |
| ------------- | ----- | ------------------------ |
| - البريكي 60' | تقرير | - المؤشر 13' - فلاته 52' |

| عمان | 0–1   | الإمارات العربية المتحدة |
| ---- | ----- | ------------------------ |
|      | تقرير | - مبخوت 28' (ركلة.)      |

| الإمارات العربية المتحدة | 0–0   | السعودية |
| ------------------------ | ----- | -------- |
|                          | تقرير |          |

| عمان                   | 1–0   | الكويت |
| ---------------------- | ----- | ------ |
| - المحيجري 58' (ركلة.) | تقرير |        |

| السعودية | 0–2   | عمان               |
| -------- | ----- | ------------------ |
|          | تقرير | - الرزيقي 58'، 77' |

| الكويت | 0–0   | الإمارات العربية المتحدة |
| ------ | ----- | ------------------------ |
|        | تقرير |                          |

### المجموعة ب
| م | الفريق  | لعب | ف | ت | خ | أ.له | أ.ع | أ.ف | نقاط | التأهل                        |
| - | ------- | --- | - | - | - | ---- | --- | --- | ---- | ----------------------------- |
| 1 | العراق  | 3   | 2 | 1 | 0 | 6    | 2   | +4  | 7    | التقدم إلى مرحلة خروج المغلوب |
| 2 | البحرين | 3   | 1 | 2 | 0 | 3    | 2   | +1  | 5    | التقدم إلى مرحلة خروج المغلوب |
| 3 | قطر     | 3   | 1 | 1 | 1 | 6    | 3   | +3  | 4    |                               |
| 4 | اليمن   | 3   | 0 | 0 | 3 | 0    | 8   | −8  | 0    |                               |

| قطر                                               | 4–0   | اليمن |
| ------------------------------------------------- | ----- | ----- |
| - عفيف 2' - المهدي 5' - المعز علي 18' - ميغيل 84' | تقرير |       |

| البحرين    | 1–1   | العراق           |
| ---------- | ----- | ---------------- |
| - راشد 79' | تقرير | - عبد الرحيم 89' |

| اليمن | 0–1   | البحرين            |
| ----- | ----- | ------------------ |
|       | تقرير | - راشد 39' (ركلة.) |

| العراق                | 2–1   | قطر             |
| --------------------- | ----- | --------------- |
| - فائز 45' - حصني 65' | تقرير | - المعز علي 17' |

| قطر                     | 1–1   | البحرين   |
| ----------------------- | ----- | --------- |
| - الهيدوس 45+5' (ركلة.) | تقرير | - مدن 57' |

| العراق                                   | 3–0   | اليمن |
| ---------------------------------------- | ----- | ----- |
| - حصني 54' - فائز 64' (ركلة.) - كامل 80' | تقرير |       |

## مرحلة خروج المغلوب
جميع الأوقات حسب التوقيت المحلي (ت ع م+03:00).
|  | نصف النهائي                   | نصف النهائي              |       |  | النهائي                | النهائي |  |
|  |                               |                          |       |  |                        |         |  |
|  | 2 يناير – مدينة الكويت        |                          |       |  |                        |         |  |
|  | عمان                          | 1                        |       |  |                        |         |  |
|  | البحرين                       | 0                        |       |  |                        |         |  |
|  |                               |                          |       |  |                        |         |  |
|  |                               |                          |       |  | 5 يناير – مدينة الكويت |         |  |
|  |                               |                          |       |  | عمان (ج.)              | 0 (5)   |  |
|  |                               | الإمارات العربية المتحدة | 0 (4) |  |                        |         |  |
|  |                               |                          |       |  |                        |         |  |
|  |                               |                          |       |  |                        |         |  |
|  |                               |                          |       |  |                        |         |  |
|  | 2 يناير – مدينة الكويت        |                          |       |  |                        |         |  |
|  | العراق                        | 0 (2)                    |       |  |                        |         |  |
|  | الإمارات العربية المتحدة (ج.) | 0 (4)                    |       |  |                        |         |  |

### نصف النهائي
| عمان                    | 1–0   | البحرين |
| ----------------------- | ----- | ------- |
| - عبد الجبار 29' (ه.ذ.) | تقرير |         |

| العراق | 0–0 (ب.و.إ.) | الإمارات العربية المتحدة |
| ------ | ------------ | ------------------------ |
|        | تقرير        |                          |

### النهائي
| عمان | 0–0 (ب.و.إ.) | الإمارات العربية المتحدة |
| ---- | ------------ | ------------------------ |
|      | تقرير        |                          |

## البطل
| بطل كأس الخليج العربي 2017 |
| -------------------------- |
| · عمان · للمرة الثانية     |

## الهدافون
هدفان
- جمال راشد
- علي حصني
- علي فائز
- المعز علي عابدين
- سعيد سالم الرزيقي

هدف
- علي مدن
- مهند عبد الرحيم
- مهدي كامل
- عبد الله البريكي
- أحمد مبارك المحيجري
- حسن الهيدوس
- المهدي علي مختار
- أكرم عفيف
- بيدرو ميغيل
- سلمان المؤشر
- مختار فلاته
- علي مبخوت

هدف ذاتي
- مهدي عبد الجبار (لاعب ضد عمان)

## ترتيب المسابقة
حسب الاتفاقية الإحصائية في كرة القدم، فإن المباريات التي تحسم في الوقت الإضافي يتم احتسابها كانتصارات وهزائم، بينما المباريات التي تحسم عن طريق ركلات الجزاء الترجيحية تحسب كتعادلات.
| م | الفريق                   | لعب | ف | ت | خ | أ.له | أ.ع | أ.ف | نقاط | النتيجة النهائية           |
| - | ------------------------ | --- | - | - | - | ---- | --- | --- | ---- | -------------------------- |
| 1 | عمان                     | 5   | 3 | 1 | 1 | 4    | 1   | +3  | 10   | البطل                      |
| 2 | الإمارات العربية المتحدة | 5   | 1 | 4 | 0 | 1    | 0   | +1  | 7    | الوصيف                     |
| 3 | العراق                   | 4   | 2 | 2 | 0 | 6    | 2   | +4  | 8    | وصلوا إلى نصف النهائي      |
| 4 | البحرين                  | 4   | 1 | 2 | 1 | 3    | 3   | 0   | 5    | وصلوا إلى نصف النهائي      |
|   |                          |     |   |   |   |      |     |     |      |                            |
| 5 | قطر                      | 3   | 1 | 1 | 1 | 6    | 3   | +3  | 4    | الإقصاء في مرحلة المجموعات |
| 6 | السعودية                 | 3   | 1 | 1 | 1 | 2    | 3   | −1  | 4    | الإقصاء في مرحلة المجموعات |
| 7 | الكويت (H)               | 3   | 0 | 1 | 2 | 1    | 3   | −2  | 1    | الإقصاء في مرحلة المجموعات |
| 8 | اليمن                    | 3   | 0 | 0 | 3 | 0    | 8   | −8  | 0    | الإقصاء في مرحلة المجموعات |

## الجوائز
| اللاعب أو المنتخب   | نوع الجائزة        |
| ------------------- | ------------------ |
| أحمد مبارك المحيجري | جائزة أفضل لاعب    |
| علي حصني            | جائزة هداف البطولة |
| خالد عيسى           | جائزة أفضل حارس    |
| الكويت              | جائزة اللعب النظيف |

## التأثيرات السياسية
بسبب الأزمة الدبلوماسية القطرية مع بعض دول الخليج والتي حدثت في يونيو 2017، حدثت بعض الامور التي لم تكن لتحدث سابقا. حيث أنه في يوم الخميس الاخير قبل البطولة انسحب ممثلو منتخبي السعودية والامارات الخميس من المؤتمر الصحفي المقرر قبل انطلاق بطولة خليجي 23″ في الكويت، احتجاجا على وجود قنوات قطرية. علما أن قوانين البطولة لا تسمح بالطلب من أي قناة إعلامية الانسحاب أو تغطية تدريبات ومباريات المنتخبات المشاركة. قبل ذلك أعلنت السعودية والامارات والبحرين قطع العلاقات الدبلوماسية مع قطر، والتي كان من المقرر ان تستضيف النسخة 23، قبل ان يتم نقلها إلى الكويت بعد رفع الإيقاف الذي فرضه الاتحاد الدولي (فيفا) عليها منذ عام 2015.

## الإعلام

### البث
| الإقليم                  | القناة                    |
| ------------------------ | ------------------------- |
| البحرين                  | تلفزيون البحرين           |
| العراق                   | قناة العراقية             |
| الكويت                   | تلفزيون الكويت            |
| عُمان                     | تلفزيون سلطنة عمان        |
| قطر                      | قنوات الكأس الرياضية      |
| السعودية                 | القناة الرياضية السعودية  |
| السعودية                 | مركز تلفزيون الشرق الأوسط |
| الإمارات العربية المتحدة | قناة أبو ظبي              |
| الإمارات العربية المتحدة | دبي الرياضية              |

## وصلات خارجية
- الموقع الرسمي نسخة محفوظة 20 أغسطس 2019 على موقع واي باك مشين.
- صفحة خليجي 23 على موقع كووورة